# Amanita virgineoides
Amanita virgineoides là một loài nấm thuộc chi Amanita trong họ Amanitaceae. Loài này phân bố ở Nhật Bản và được Bas miêu tả khoa học lần đầu tiên năm 1969.

## Miêu tả
Đảm nang của nấm có kích cỡ trung bình đến lớn; mũ nấm có đường kính 7 – 15 cm, phần rìa mũ trơn và nhẵn.
Loài nấm này ăn được